# Rue des Scaphandriers
La rue des Scaphandriers est une voie marseillaise située dans le 16e arrondissement de Marseille. 

## Situation et accès
Située au centre du quartier de l'Estaque, elle débute la rue Étroite et se termine rue de la Plage-de-l'Estaque. 

## Origine du nom
Son nom lui a été donné parce que les employés scaphandriers de l'entreprise Fontanelli qui avait son siège dans cette rue venaient chaque jour y prendre les directives pour leur travail.